# Ламберт, Рики
Ри́чард (Ри́ки) Ла́мберт (англ. Richard (Rickie) Lambert; 16 февраля 1982, Ливерпуль, Англия) — английский футболист, нападающий. Выступал в сборной Англии. Участник чемпионата мира 2014 года.

## Клубная карьера

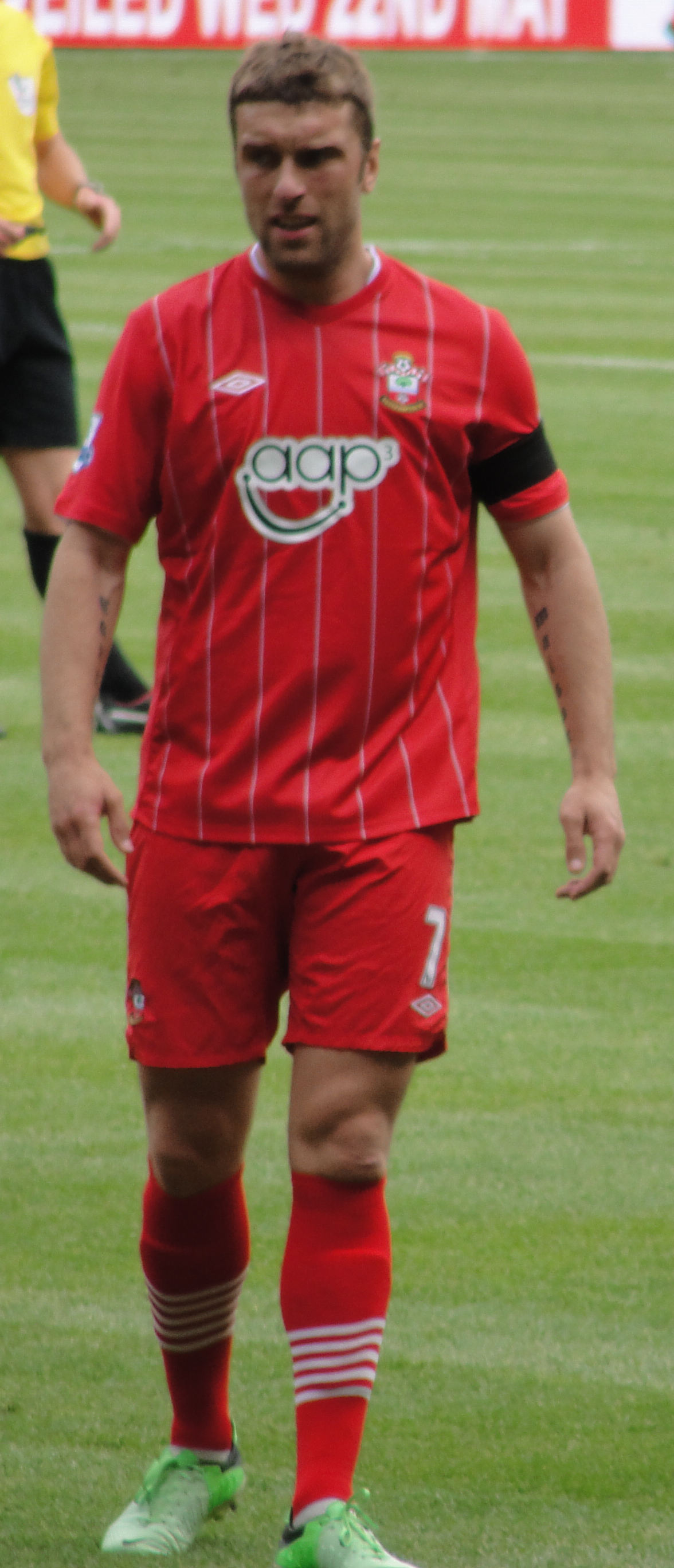
Ламберт в составе «Саутгемптона»

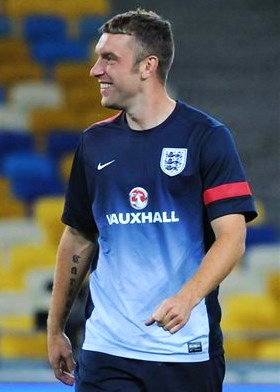
Ламберт на тренировке сборной Англии

Рики Ламберт является воспитанником футбольной академии «Ливерпуля», и занимался в академии в той же возрастной группе, что и капитан «красных» Стивен Джеррард. Однако свою профессиональную карьеру Ламберт начал в клубе «Блэкпул», сыграл за команду всего три матча. Затем Рики перешёл в клуб «Маклсфилд Таун» как свободный игрок. В форме этого клуба он появлялся 44 раза и забил 8 мячей.
В июне 2002 года он был продан за рекордные для клуба £ 300 тыс. в «Стокпорт Каунти». За этот клуб он провёл 98 матчей и забил 18 мячей. После того, как тренер команды разочаровался в нём, Рики перешёл в «Рочдейл» в феврале 2005 года как свободный игрок.
В составе «Рочдейла» Ламберт сыграл 64 матча, забив 28 голов. Затем он подписал контракт с «Бристоль Роверс», это произошло 31 августа 2006 года, в последний день заявочной компании. Сумма контракта составила £ 200 тыс., срок контракта — три года.
8 сентября 2008 года Ламберт подписал новый трёхлетний контракт с клубом до лета 2011 года.
10 августа 2009 года перешёл в «Саутгемптон». Сумма трансфера составила 1 млн фунтов. 15 августа в матче против «Хаддерсфилд Таун» Ламберт дебютировал за новую команду. В этой же встрече он забил свой первый гол за клуб. Рики сыграл во всех матчах первенства и забил 36 мячей во всех турнирах, став лучшим бомбардиром команды. Во втором сезоне, забив 21 гол, Ламберт помог «Саутгемптону» выйти в Чемпионшип. В конце 2011 года клуб продлил соглашение с нападающим до 2014 года. Забив 27 мячей за сезон, Рики помог своей команде выйти в Премьер-лигу. 19 августа дебютировал за «святых» в Премьер-лиге в игре против «Манчестер Сити». В этой встрече Ламберт забил один из голов. Два сезона проведенные за «Саутгемптон» в Премьер-лиге были не такими «урожайными» для Ламберта — он забил соответственно 15 (сезон 2012/13) и 13 голов (сезон 2013/14). При этом за всё время, что Ламберт играл за «святых» он забил 34 пенальти подряд без промахов, что является своеобразным рекордом среди футболистов.
1 июня 2014 года официально подписал контракт с «Ливерпулем», вернувшись на Энфилд спустя 17 лет. Сумма сделки составила £ 4 млн. 17 августа в матче против своего бывшего клуба «Саутгемптона» Ламберт дебютировал за «красных». 23 ноября в поединке против «Кристал Пэлас» он забил свой первый гол за «Ливерпуль». Через три дня в матче Лиги чемпионов против болгарского «Лудогорца» Рики забил вновь.
В «Ливерпуле» Ламберт не показал былой результативности, забив всего два гола в двадцати пяти матчах и по окончании сезона покинул «красных». Позже Ламберт рассказал, что не жалеет о своем переходе в «Ливерпуль»:
«Возможно, я хотел бы, чтобы эта возможность предоставилась мне на несколько лет раньше, когда я был другим. Но я никоим образом не могу жалеть об этом переходе. Это было предложение всей жизни, даже если бы все пошло не так хорошо, как я планировал.

Я всегда могу говорить, что играл за „Ливерпуль“. Это клуб, который близок моему сердцу, я желаю им всего наилучшего. Мне нужно двигаться вперед. Я не хотел уходить из „Ливерпуля“, я хотел, чтобы все заработало, но понятно, что так не могло быть.»
Летом 2015 года он подписал двухлетний контракт с «Вест Бромвич Альбион». Сумма трансфера составила 3 млн евро. 10 августа в матче против «Манчестер Сити» Рики дебютировал за новую команду. После прихода в клуб Саломона Рондона Ламберт начал реже попадать в основной состав. 31 октября в поединке против «Лестер Сити» Рики забил свой первый гол за «Вест Бромвич».
Летом 2016 года из-за отсутствия игровой практики Ламберт покинул «Вест Бромвич» и присоединился к валлийскому «Кардифф Сити». 10 сентября в матче против «Норвич Сити» он дебютировал за новую команду. 24 сентября в поединке против «Ротерем Юнайтед» Рики сделал «дубль», забив свои первые голы за «Кардифф Сити».
2 октября 2017 года Рики Ламберт завершил карьеру футболиста..

## Международная карьера
14 августа 2013 года в товарищеском матче против сборной Шотландии Рики дебютировал за сборную Англии. В этом же поединке он забил свой первый гол за национальную команду. В мае 2014 года попал в заявку сборной на поездку в Бразилию на Чемпионат мира. На турнире Ламберт сыграл в матче против сборной Уругвая, выйдя на замену в конце встречи вместо Джордана Хендерсона.

### Голы за сборную Англии
| № | Дата            | Место                         | Противник | Счёт | Результат | Соревнование                |
| - | --------------- | ----------------------------- | --------- | ---- | --------- | --------------------------- |
| 1 | 14 августа 2013 | Уэмбли, Лондон, Англия        | Шотландия | 3:2  | 3:2       | Товарищеский матч           |
| 2 | 6 сентября 2013 | Уэмбли, Лондон, Англия        | Молдавия  | 2:0  | 4:0       | Отборочный турнир к ЧМ 2014 |
| 3 | 4 июня 2014     | Сан Лайф-стэдиум, Майами, США | Эквадор   | 2:1  | 2:2       | Товарищеский матч           |